# گونتر اشتراک
گونتر اشتراک (آلمانی: Günter Strack; ۴ ژوئن ۱۹۲۹ – ۱۸ ژانویهٔ ۱۹۹۹) هنرپیشه اهل آلمان بود.
از فیلم‌ها یا برنامه‌های تلویزیونی که وی در آن نقش داشته‌است می‌توان به پرده پاره و پرونده اودسا اشاره کرد.